# Crotalaria ankaizinensis
Crotalaria ankaizinensis är en ärtväxtart som beskrevs av René Viguier. Crotalaria ankaizinensis ingår i släktet sunnhampor, och familjen ärtväxter. Inga underarter finns listade i Catalogue of Life.